# Anteros renaldus
Anteros renaldus är en fjärilsart som beskrevs av Stoll 1790. Anteros renaldus ingår i släktet Anteros och familjen Riodinidae. Inga underarter finns listade i Catalogue of Life.

## Bildgalleri

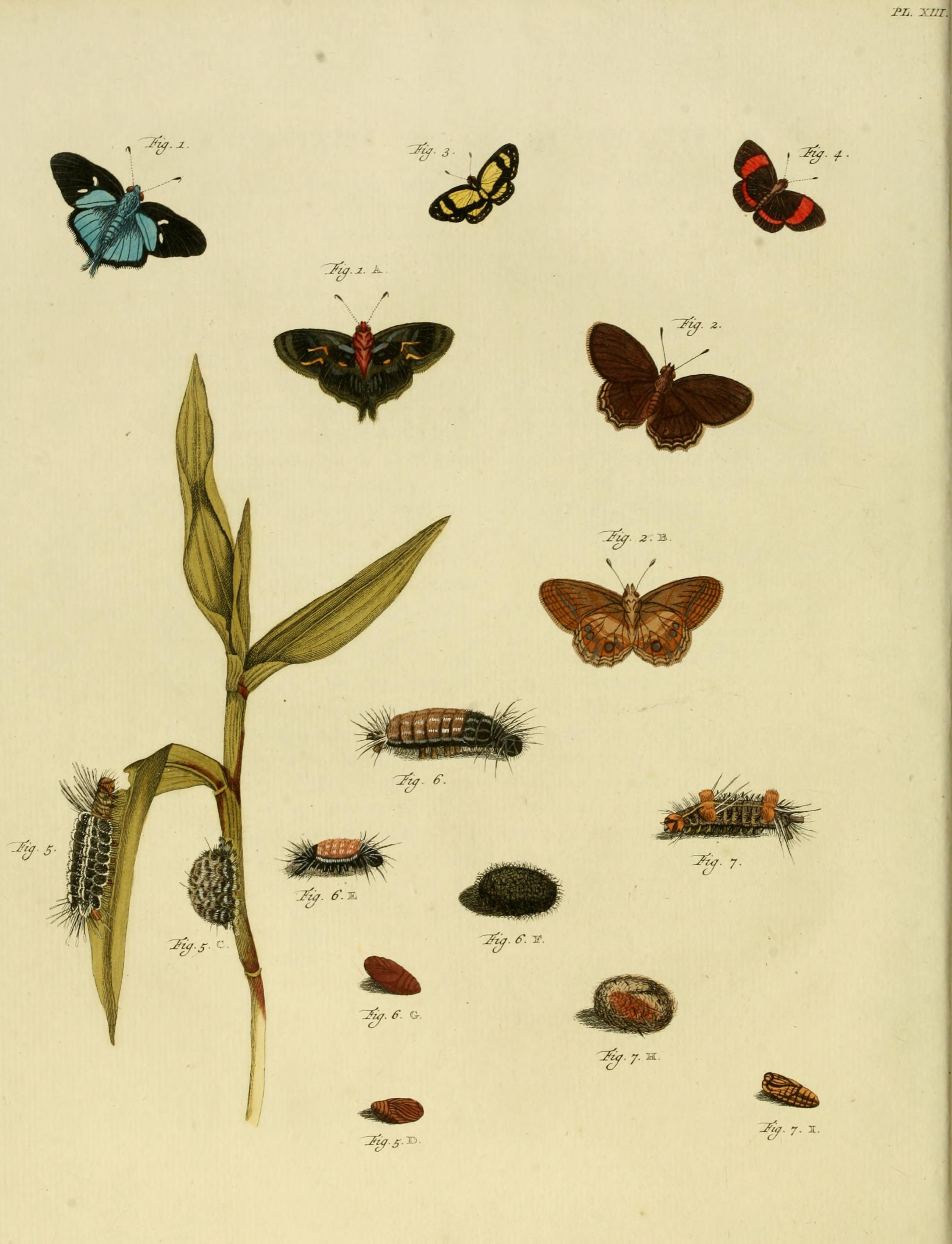